# Australia en los Juegos Olímpicos de Los Ángeles 1984
Australia estuvo representada en los Juegos Olímpicos de Los Ángeles 1984 por un total de 242 deportistas que compitieron en 22 deportes.  
El portador de la bandera en la ceremonia de apertura fue el jinete Wayne Roycroft.

## Medallistas
El equipo olímpico australiano obtuvo las siguientes medallas:
| Nombre | Deporte           | Competición                |
| --- | ----------------- | -------------------------- |
| Oro |                   |                            |
| Glynis Nunn | Atletismo         | Heptatlón F                |
| Kevin Nichols Michael Grenda Michael Turtur Dean Woods                                                                    | Ciclismo en pista | Persecución por eqs. M     |
| Dean Lukin | Halterofilia      | +110 kg M                  |
| Jon Sieben | Natación          | 200 m mariposa M           |
| Plata |                   |                            |
| Gary Honey | Atletismo         | Salto de longitud M        |
| Robert Kabbas | Halterofilia      | 82,5 kg M                  |
| Karen Phillips | Natación          | 200 m mariposa F           |
| Suzie Landells | Natación          | 400 m estilos F            |
| Mark Stockwell | Natación          | 100 m libre M              |
| Glenn Beringen | Natación          | 200 m braza M              |
| Neil Brooks Michael Delany Greg Fasala Mark Stockwell                                                                     | Natación          | 4 × 100 m libre M          |
| Gary Gullock Anthony Lovrich Timothy McLaren Paul Reedy                                                                   | Remo              | Cuatro scull (M4x) M       |
| Bronce |                   |                            |
| Gael Martin | Atletismo         | Peso F                     |
| Michele Pearson | Natación          | 200 m estilos F            |
| Justin Lemberg | Natación          | 400 m libre M              |
| Peter Evans | Natación          | 100 m braza M              |
| Glenn Buchanan | Natación          | 100 m mariposa M           |
| Rob Woodhouse | Natación          | 400 m estilos M            |
| Glenn Buchanan Peter Evans Mark Kerry Mark Stockwell                                                                      | Natación          | 4 × 100 m estilos M        |
| Grant Kenny Barry Kelly                                                                                                   | Piragüismo        | K2 1000 m M                |
| Susan Lee Karen Brancourt Margot Foster Robyn Grey-Gardner Susan Chapman                                                  | Remo              | Cuatro con timonel (W4+) W |
| James Battersby Ian Edmunds Stephen Evans Clyde Hefer Craig Muller Sam Patten Ion Popa Gavin Thredgold Timothy Willoughby | Remo              | Ocho con timonel (M8+) M   |
| Patricia Dench | Tiro              | Pistola deportiva 5 m F    |
| Christopher Cairns Scott Anderson                                                                                         | Vela              | Tornado M                  |